# Suhi Vrh (Moravske Toplice, Slovenija)
Suhi Vrh (mađarski: Szárazhegy, prekomurski: Sühi Vrej) je naselje u slovenskoj Općini Moravskim Toplicama. Suhi Vrh se nalazi u pokrajini Prekomurju i statističkoj regiji Pomurju. U Suhom Vrhu je bio rođen Adam Farkaš pjesnik.

## Stanovništvo
Prema popisu stanovništva iz 2002. godine naselje je imalo 95 stanovnika.